# Villains United
Villains United (em português, Vilões Unidos) foi uma minissérie de quadrinhos em seis edições lançada originalmente nos Estados Unidos pela DC Comics em 2005, escrita por Gail Simone e ilustrada por Dale Eaglesham e Wade Von Grawbadger, e depois, por Val Semeiks e Prentis Rollins.
Em português, a minissérie foi lançada no Brasil pela editora Panini Comics como parte do mix da revista Contagem Regressiva Para Crise Infinita nº 1–6 , entre julho e dezembro de 2006. A edição especial foi publicado como parte da revista DC Apresenta nº 3 em maio de 2007.

## Publicação original
Villains United ["Vilões Unidos"] é uma das quatros minisséries que antecedem a saga e minissérie de sete edições, Infinite Crisis ["Crise Infinita"]. A história mostra a evolução da mais nova encarnação [ou versão] do Sexteto Secreto, e a resistência do grupo contra as maquinações de vários supervilões pertencentes à Sociedade Secreta dos Supervilões organizada por Lex Luthor.
Assim como todos os grandes eventos da editora, esta série é interligada a vários outros títulos mensais da DC Comics, são eles: Action Comics #830–831, Batman: Gotham Knights #66, Breach #7, Catwoman #46–49, Firestorm #17, The Flash #225, Nightwing #109–111 e Superman #221

### Equipe Criativa
| Edição | Cover date       | Roteiro     | Desenhos       | Arte-final          | Editor original | Ref.  |
| ------ | ---------------- | ----------- | -------------- | ------------------- | --------------- | ----- |
| #1     | Julho de 2005    | Gail Simone | Dale Eaglesham | Wade Von Grawbadger | Stephen Wacker  | [ 1 ] |
| #2     | Agosto de 2005   | Gail Simone | Dale Eaglesham | Wade Von Grawbadger | Stephen Wacker  | [ 2 ] |
| #3     | Setembro de 2005 | Gail Simone | Val Semeiks    | Prentis Rollins     | Stephen Wacker  | [ 3 ] |
| #4     | Outubro de 2005  | Gail Simone | Dale Eaglesham | Wade Von Grawbadger | Stephen Wacker  | [ 4 ] |
| #5     | Novembro de 2005 | Gail Simone | Dale Eaglesham | Wade Von Grawbadger | Stephen Wacker  | [ 5 ] |
| #6     | Dezembro de 2005 | Gail Simone | Dale Eaglesham | Wade Von Grawbadger | Stephen Wacker  | [ 6 ] |

## Resumo do argumento

### Luthor
Depois da revelação de que a LJA teria manipulado mentalmente o Dr. Luz em Crise de Identidade (Identity Crisis), os vilões começaram a se preocupar mais com os heróis e se organizar. Lex Luthor, Calculador, Talia al Ghul, Adão Negro, Dr. Psycho e o Exterminador aproveitaram a situação e formaram uma sociedade de vilões que tem como objetivo redesenhar o submundo do crime e lidar com os heróis de uma maneira mais eficiente. Recrutando vilões por todo o mundo, o número de associados cresceu e o grupo não encontrou rival... até convidar um antigo vilão do Batman, o Homem-Gato. Por recusar o convite, Thomas sofreu uma covarde retaliação: seu grupo de leões foi assassinado. Sedento por vingança, ele foi convidado a se juntar a uma equipe menor, com o objetivo de desafiar a poderosa sociedade vilanesca e conquistar o mundo. Assim, Pistoleiro, Lince, Boneco de Pano (Boneco de Pano III), Parademônio, Homem-Gato e Escândalo formaram o Sexteto Secreto, organizado pelo misterioso Harpia.

### O Harpia
O Sexteto Secreto planejou uma ação contra a Sociedade de Vilões, mas eles não contavam que seu avião estivesse sendo monitorado pelo grupo de Luthor. Assim, o que era para ser uma missão simples tornou-se uma armadilha mortal e resultou na prisão dos integrantes da equipe de vilões renegados. A Sociedade usa o Doutor do Crime, exímio torturador e expert em extrair verdade de seus "pacientes", para torturar o grupo e descobrir quem é o Harpia. Encarcerado e torturado pelo Doutor do Crime, eles resistes a várias rodadas, até que de forma surpreendentemente e graças ao incrível Homem-Gato, o Sexteto conseguiu escapar da prisão da Sociedade, derrotou os vigias designados para contê-los e, assim, impingiu a primeira e grande derrota ao esquema armado por Luthor.
Depois da fuga, o Sexteto Secreto decidiu partir para o ataque e invadir uma instalação da Sociedade Secreta no Brasil. Lá, eles atacaram a segurança local formada por soldados da C.O.L.M.É.I.A. liderados pela Abelha Rainha mas quase foram surpreendidos por uma força-tarefa, liderada pelo Adão Negro, que veio para enfrentá-los. Para distrair os vilões, eles libertaram o novo Nuclear, que fornecia energia para a instalação. Na ação, eles descobriram que o plano dos vilões é apagar a mente da Liga da Justiça e de todos os super-heróis. De volta à Casa dos Segredos (que o Sexteto usava como base e esconderijo), Lince revelou que quer um filho do Homem-Gato.

### Traição
Enquanto isso, os integrantes da cúpula da Sociedade Secreta votaram pelo extermínio do Sexteto Secreto... Na Mansão dos Segredos, Harpia ameaça os integrantes do seu grupo, mas eles propõem partir pro tudo ou nada quando descobrem a que foram traídos por Lince e que a Sociedade já está em seu encalço. Antes da batalha, o Pistoleiro visita o quarto de Escândalo para discutir sobre o futuro da equipe e acaba descobrindo que ela é filha do imortal, Vandal Savage.

### O Sexteto caçado
Antes que a conversa entre os dois progrida ainda mais, o Homem-Gato chega e embosca o Pistoleiro, e este admite que se disfarçou de Exterminador e assassinou os leões de Thomas. Enquanto eles brigam, do lado de fora da Casa dos Segredos, o verdadeiro Exterminador chega liderando um pequeno grupo de vilões. Lince então confessa a traição, inclusive ter sido ela que forneceu a Luthor as coordenadas da base do Sexteto, aderindo secretamente à Sociedade.

### Harpia revelado
A Sociedade invade a mansão, e Lince é baleada pelo Exterminador, que comenta que "A Sociedade não necessita de traidores". O Sexteto acaba reagindo bem aos ataques recebidos. Talia e Escândalo, filhas dos imortais, Ra's al Ghul e Vandal Savage respectivamente, duelam em uma das salas. Boneco de Pano [III, o do Sexteto] convence Solomon Grundy, a mudar de lado, e com a ajuda do Parademônio, eles derrotam seu pai, o outro Boneco de Pano [I, o da Sociedade]. Homem-Gato e Boneco de Pano [III] conseguem escapar do grupo liderado pelo Adão Negro, depois que o Parademônio explodiu a si mesmo, levando junto tanto o campo de batalha como o Boneco de Pano [I]. Exterminador e Pistoleiro duelam, disparando um ao outro, ao mesmo tempo. A batalha termina, apesar das objeções de Adão Negro, quando Vandal Savage, para salvar sua filha Escândalo, infiltra-se na sede da Sociedade e ameaça matar Luthor caso não pare o ataque ao Sexteto.
A revelação final da história é que o Harpia é, na verdade Lex Luthor [da Terra-1] e que o Luthor [da Terra-3] que organizou a Sociedade Secreta trata-se de um "impostor" (na realidade, Alexander Luthor, Jr.). Harpia/Luthor revela então os motivos que o levou a recrutar os membros do Sexteto para opor-se à Sociedade: Homem-Gato, por conhecer o exército inimigo do Batman; Pistoleiro, por sua familiaridade com os demais integrantes do Esquadrão Suicida; Parademônio, por conhecer Darkseid e suas maquinações, experiência advinda de Apokolips; Boneco de Pano III, por ter sido praticamente um "sobrinho" dos membros da Sociedade da Injustiça; Escândalo, por ser filha do segundo homem mais perigoso do mundo, Vandal Savage; e Lince, por conhecer os vilões dos Novos Titãs.

## Coletâneas
A série foi compilada nos seguintes encadernados:
- Villains United (coleta Villains United #1–6, 144 páginas, janeiro de 2006, ISBN 1-4012-0838-X).[15][16]
- Secret Six Vol. 1: Villains United (coleta as 6 edições da minissérie Villains United, as seis edições da minissérie Secret Six e Villains United: Infinite Crisis Special #1; 328 páginas, DC Comics, fevereiro de 2014, ISBN 1-4012-5075-0).[17]

O one-shot especial foi coletado em Infinite Crisis Companion  (ISBN 1-4012-0922-X).